# Vaidas Baumila
Vaidas Jacob Baumila, nascut el 28 de març de 1987 a Vílnius, Lituània, és un cantant de pop lituà. El 21 de febrer del 2015 guanyà l'Eurovizijos 2015 en duet amb Monika Linkytė. El concurs els va permetre representar Lituània al Festival d'Eurovisió de 2015 celebrat a Viena, Àustria, amb la cançó "This Time" ("Aquest Cop" en català). En Vaidas també ha estat actor. Va participar en la pel·lícula "Valentinas už 2rų" en el paper de Himsel (2014).

## Discografia
- Ką tu mėgsti? (2006)
- Išklausyk (2007)
- Iš naujo (2015)